# Прохоров, Василий Ильич
Васи́лий Ильи́ч Про́хоров (12 февраля 1906, Российская империя — 3 ноября 1989, Москва) — советский политический деятель, Председатель Верховного Совета РСФСР (15 апреля 1959 года — 4 апреля 1963 года).

## Биография
Родился 30 января (12 февраля) 1906 года.
Член ВКП(б) с 1928 года.
В 1935 году окончил Московское высшее техническое училище имени Н. Э. Баумана.
- с 1934 года по 1937 год — инженер-конструктор Центрального аэрогидродинамического института имени Н. Е. Жуковского (ЦАГИ).
- с 1937 года по 1939 год — на 1-м Московском авторемонтном заводе.
- с 1939 года по 1940 год — в РККА.
- с 1940 года по 1942 год — начальник цеха, заведующий лабораторией, заместитель главного инженера 1-го Московского авторемонтного завода.
- c 1944 года — на партийной работе: заместитель заведующего отделом, секретарь, 2-й секретарь Таганского райкома ВКП(б), 1-й секретарь Ждановского райкома ВКП(б)[2].
- с 1951 года по август 1955 года — секретарь Московского городского комитета ВКП(б) — КПСС.
- с августа 1955 года по 25 марта 1977 года — секретарь ВЦСПС.
- с 15 апреля 1959 года по 4 апреля 1963 года — Председатель Верховного Совета РСФСР.
- с 9 апреля 1971 года по 25 февраля 1986 года — член ЦК КПСС (1971-XXIV, 1976-XXV, 1981-XXVI).
- с 25 марта 1977 года по 5 мая 1985 года — заместитель председателя ВЦСПС.
- с мая 1985 года — на пенсии.

Скончался 3 ноября 1989 года в г. Москве. Похоронен на Донском кладбище Москвы.

## Награды
- 3 ордена Ленина
- орден Отечественной войны 2-й степени (06.09.1947)
- 2 ордена Трудового Красного Знамени (20.02.1956; 06.12.1957)
- орден Дружбы народов (11.02.1986)
- орден «Знак Почёта» (05.08.1944)
- медали